# Mala Novska Rujiška
Mala Novska Rujiška (en serbe cyrillique : Мала Новска Рујишка) est un village de Bosnie-Herzégovine. Il est situé dans la municipalité de Novi Grad et dans la république serbe de Bosnie. Selon les premiers résultats du recensement bosnien de 2013, il compte 442 habitants.

## Démographie

### Évolution historique de la population dans la localité
| 1948  | 1953 | 1961  | 1971 | 1981 | 1991 | 2013 |
| ----- | ---- | ----- | ---- | ---- | ---- | ---- |
| 2 517 | -    | 1 175 | 988  | 755  | 573  | 442  |

|  |

### Communauté locale
En 1991, la communauté locale de Mala Novska Rujiška comptait 1 449 habitants, répartis de la manière suivante :